# Jordan Kirkpatrick
Jordan Kirkpatrick (6 maart 1992) is een Schotse voetballer (middenvelder) die sinds 2008 voor de Schotse eersteklasser Hamilton Academical FC uitkomt. Hij komt uit de jeugd van Hamilton. Van januari tot juni 2011 werd hij uitgeleend aan derdeklasser Brechin City. Kirkpatrick is daarnaast ook Schots jeugdinternational.